# Fialová žirafa
Fialová žirafa (v anglickém originále Purple Giraffe) je 2. díl 1. řady amerického seriálu Jak jsem poznal vaši matku. Premiérově byl uveden 26. září 2005 na stanici CBS, v Česku byl poprvé vysílán 30. listopadu 2009 na stanici Prima Cool. Scénář napsali Carter Bays a Craig Thomas, režírovala jej Pamela Fryman.

## Děj
Ted se rozhodne, že Robin kontaktovat nebude. Robin se ale sešla s Lily, které řekla, že o Teda má zájem. Když se to Ted dozví, chce se s Robin znovu sejít.
Když Ted uvidí Robin v přímém televizním přenosu (reportáž o dítěti zaseknutém v automatu s hračkami, ze kterého se snažilo dostat fialovou žirafu), běží na místo natáčení, aby ji tam „náhodou“ potkal a řekl jí, že pořádá party. Jeho plán je vzít ji na střechu domu a tam jí vše říct. Robin se na party nemůže dostavit a Ted party prodlužuje o další dva dny, aby se s Robin mohl setkat. Robin přijde až třetí den a omylem se dozví, že Ted party pořádal kvůli ní. Ten zpanikaří a řekne, že vlastně chtěl, aby se poznala s Carlosem. Když Robin skutečně odejde na střechu s Carlosem, Ted se rozhodne ji konfrontovat před tím, než úplně ztratí šanci. Přizná, že party pořádal kvůli ní. Ona přizná, že o něj má zájem, ale že se sotva znají a nechce žádný vztah. Políbí se, ale zůstanou přáteli. Ted ji nakonec pozve na pivo se zbytkem přátel.

## Kritika
- IMDb – 8,2/10[1]
- ČSFD – 88 %[2]